# Nike från Samothrake
Nike från Samothrake (grekiska: Νίκη της Σαμοθράκης) är en 245 centimeter hög marmorskulptur föreställande den grekiska segergudinnan Nike. Skulpturen är ett av den hellenistiska konstens största mästerverk.
Den restes omkring 190 f.Kr. av invånarna på den lilla ön Samothrake i norra Egeiska havet för att högtidlighålla minnet av segern i ett sjöslag. Konstnären antas vara från Rhodos.
Skulpturen påträffades 1863 och finns idag på Louvren i Paris. Upptäckten av statyn gjordes av fransmannen Charles Champoiseau.

## Bildgalleri

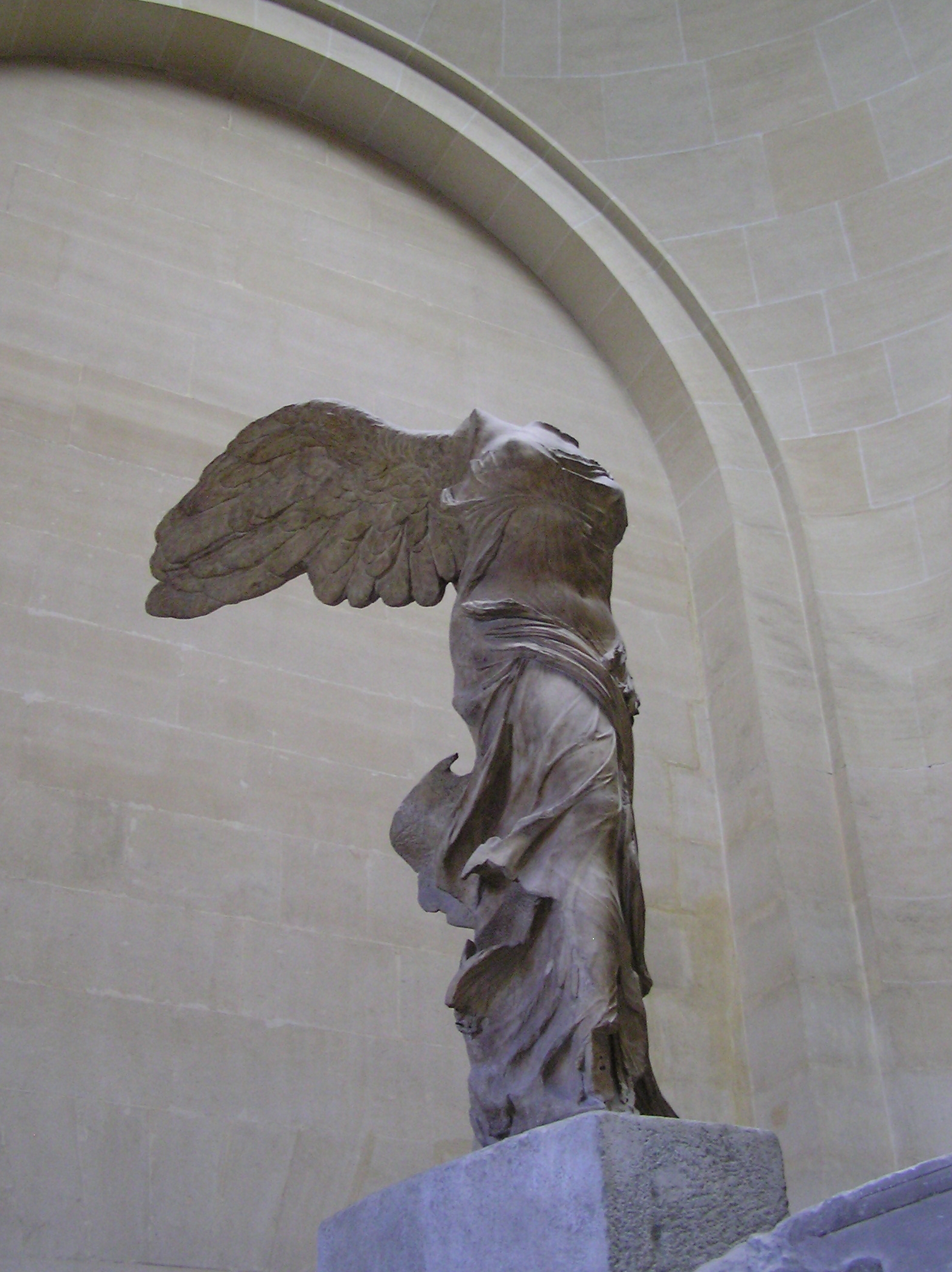
Nike från Samothrake Louvren, Paris
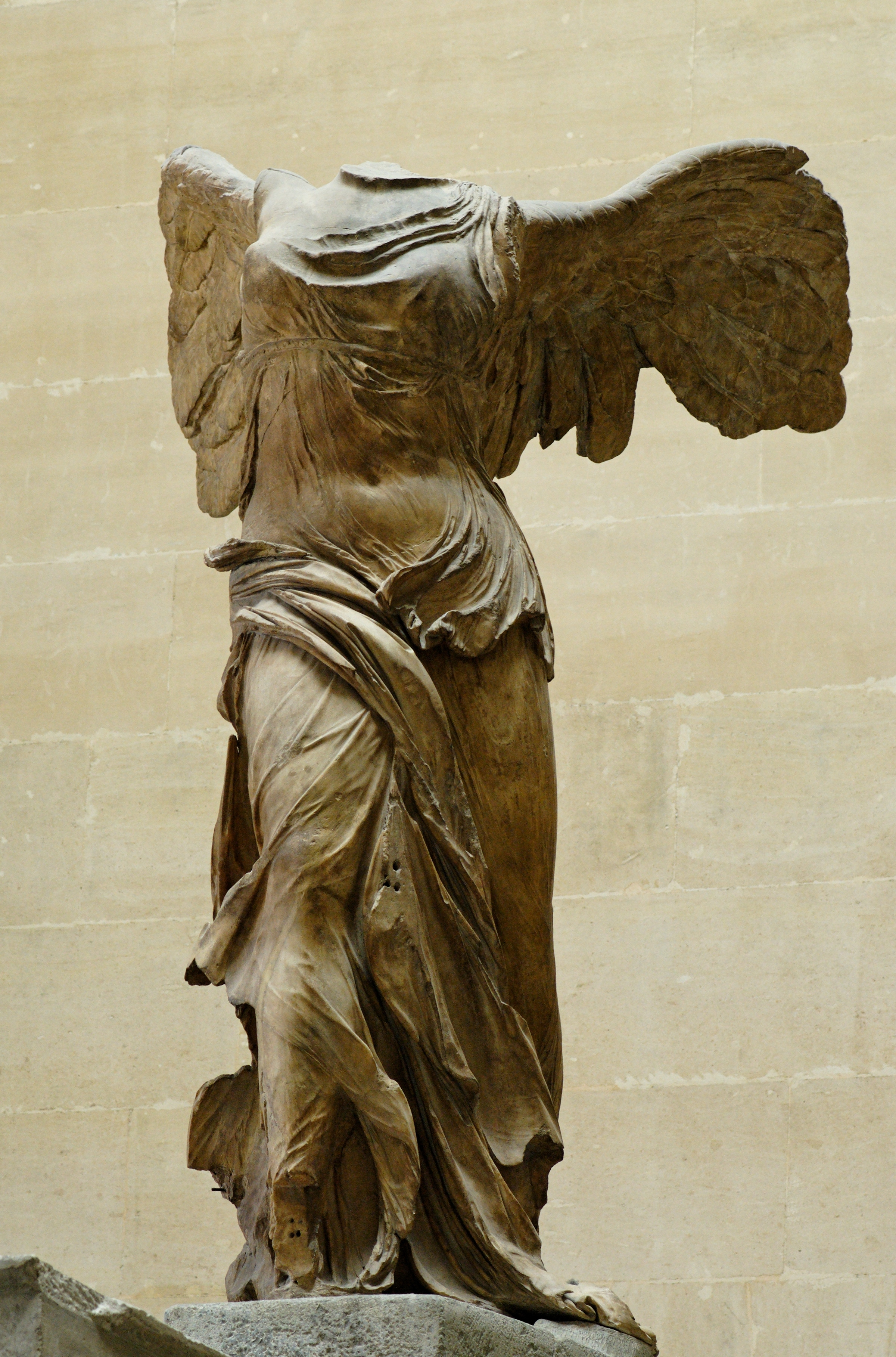
Nike från Samothrake Louvren, Paris
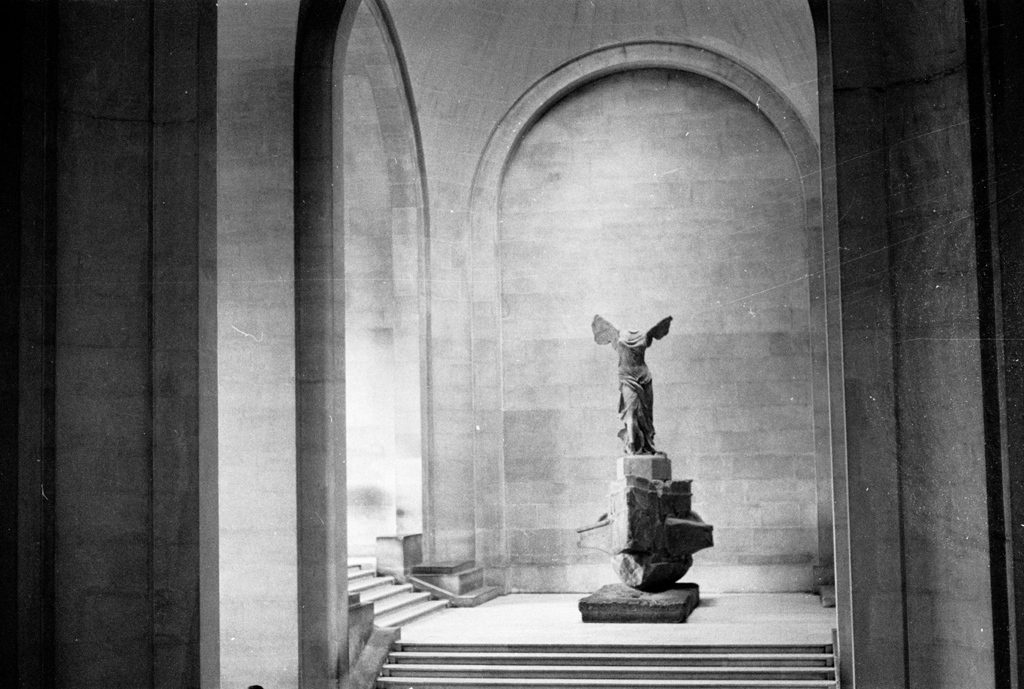
Nike från Samothrake Louvren, Paris
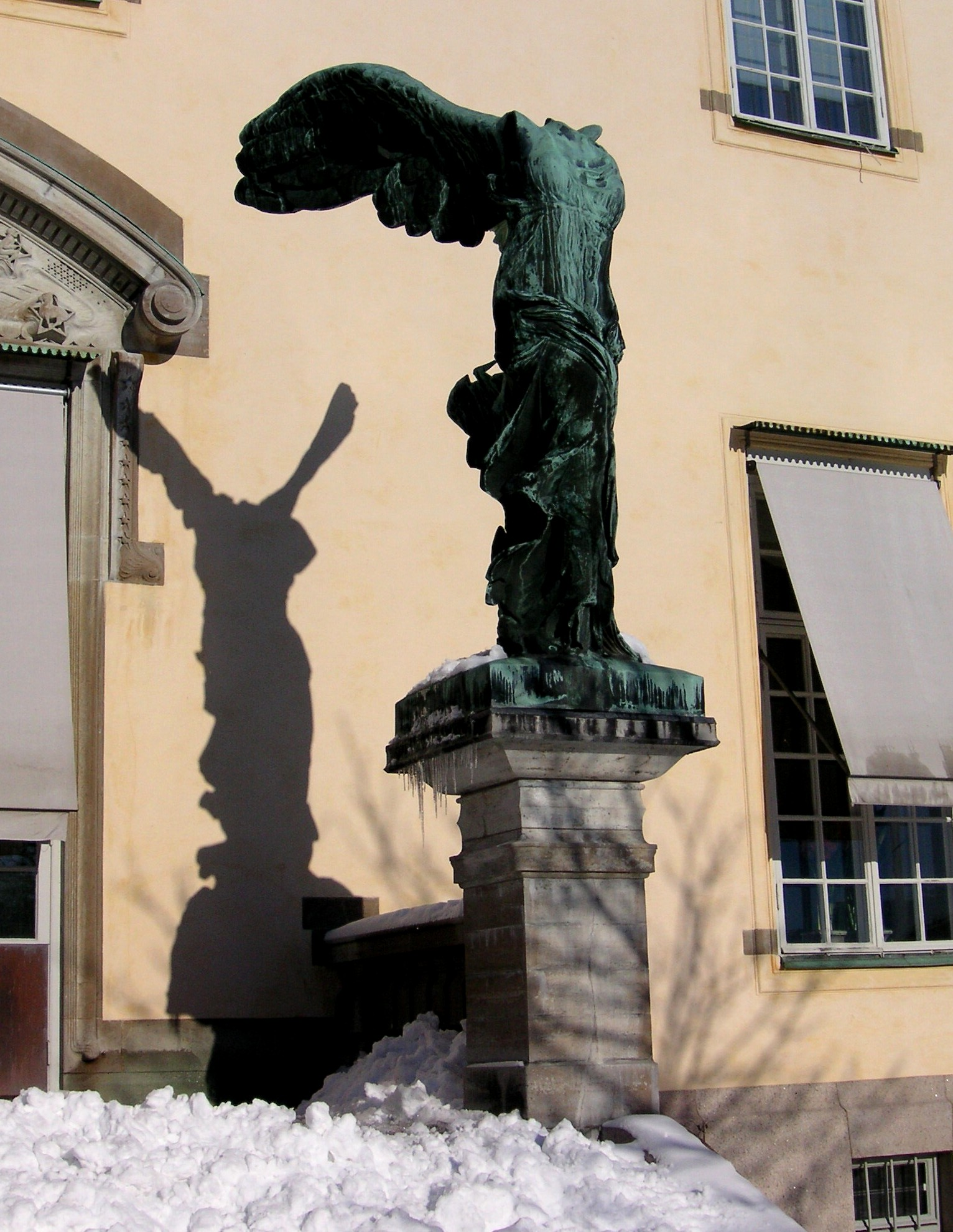
Nike från Samothrake Bronskopia Waldemarsudde, Stockholm